# 1948 في إيطاليا
فيما يلي قوائم الأحداث التي وقعت خلال عام 1948 في إيطاليا.

## سياسة

### تعيين في المنصب
- 1 يناير – إنريكو دي نيكولا رئيس إيطاليا،عضو مجلس الشيوخ مدى الحياة.
- 24 أبريل – فرانشيسكو سافيريو نيتي عضو مجلس الشيوخ الإيطالي.
- 8 مايو – بالميرو تولياتي عضو مجلس النواب في الجمهورية الإيطالية.
- 8 مايو – بينيدتو كروتشه عضو مجلس الشيوخ الإيطالي.
- 12 مايو – لويجي إيناودي رئيس إيطاليا.
- 9 يوليو – جوليو أندريوتي عضو مجلس النواب في الجمهورية الإيطالية.

### انتهاء فترة المنصب
- 31 يناير – بينيدتو كروتشه member of the Constituent Assembly of Italy  [لغات أخرى]‏.
- 31 يناير – جوليو أندريوتي member of the Constituent Assembly of Italy  [لغات أخرى]‏.
- 31 يناير – فرانشيسكو سافيريو نيتي member of the Constituent Assembly of Italy  [لغات أخرى]‏.
- 12 مايو – إنريكو دي نيكولا رئيس إيطاليا.

## أفلام
من الأفلام التي صدرت هذه السنة في إيطاليا:
- 1 يناير – سارق الدراجة من إخراج فيتوريو دي سيكا.
- 1 يناير – لا تيرا تريما من إخراج فرانشيسكو روسي، فرانكو زافاريلي، لوتشينو فيسكونتي.

## مواليد

### يناير
- 1 يناير – إيزابيلا كاميرا دافليتو
- 14 يناير – جيامبييرو فينتورا

### فبراير
- 2 فبراير – جيوزيبي بابادوبولو
- 18 فبراير – انريكو بريزيوسي

### مارس
- 9 مارس – إيما بونينو سياسية إيطالية.
- 17 مارس – ماريا ستيلا ماسوكو
- 29 مارس – كارلو بيتريني لاعب كرة قدم.

### أبريل
- 1 أبريل – جورجيو روسي دراج إيطالي.
- 7 أبريل – بييترو أناستازي لاعب كرة قدم إيطالي.
- 9 أبريل – باتي برافو مغنية إيطالية.
- 12 أبريل – مارتشيلو ليبي لاعب ومدرب كرة قدم إيطالي.
- 21 أبريل – جينو سترادا فيزيائي إيطالي.
- 23 أبريل – إيلاريو أنطونيازي كهنوت إيطالي.

### مايو
- 10 مايو – فرانسيسكو برونو
- 10 مايو – ميوشيا برادا

### يوليو
- 14 يوليو – ماورو سيمونيتي درّاج طريق إيطالي.
- 21 يوليو – بيبي غريللو
- 30 يوليو – جورجيو موربياتو درّاج طريق إيطالي.

### أغسطس
- 4 أغسطس – جورجيو باريزي فيزيائي إيطالي.

### سبتمبر
- 4 سبتمبر – ستيفانيا كاسيني

### أكتوبر
- 22 أكتوبر – غيانبييترو مارشيتي لاعب كرة قدم إيطالي.
- 24 أكتوبر – إزيو كاردي درّاج طريق إيطالي.
- 31 أكتوبر – فرانكوغاسباري ممثل إيطالي.

### نوفمبر
- 7 نوفمبر – دانييلا جيوردانو ممثلة إيطالية.
- 23 نوفمبر – ألدو بينيني ملاكم إيطالي.

### ديسمبر
- 1 ديسمبر – لوتشانو ري تشيكوني لاعب كرة قدم إيطالي.
- 20 ديسمبر – أوركيديا دي سانتيس ممثلة إيطالية.

## وفيات

### يناير
- 6 يناير – جوليو غاوديني (مواليد 1904) مسايف إيطالي.
- 21 يناير – ارمانو ولف فيراري (مواليد 1876)

### مارس
- 4 مارس – أنطونين أرتو (مواليد 1896)

### يونيو
- 30 يونيو – أوموبونو تيني (مواليد 1905)

### نوفمبر
- 19 نوفمبر – راديكا (مواليد 1883) لاعب كرة قدم إيطالي.